# Gnophos dilucidaria
Gnophos dilucidaria är en fjärilsart som beskrevs av Ignaz Schiffermüller 1775. Gnophos dilucidaria ingår i släktet Gnophos och familjen mätare. Inga underarter finns listade i Catalogue of Life.